# Championnat du pays de Galles de football 1994-1995
Navigation
Édition précédente Édition suivante
La 3e édition du championnat du pays de Galles de football est remportée par le Bangor City Football Club. C’est son 2e titre de champion, le deuxième consécutif. Bangor l’emporte avec 9 points d’avance sur le Afan Lido Football Club. Le Ton Pentre Association Football Club complète le podium.
Le système de promotion/relégation reste en place : descente et montée automatique pour le dernier de première division et le premier de deuxième division : Briton Ferry Athletic descend en deuxième division. Il est remplacé pour la saison 1994-1995 par Rhyl Football Club. Haverfordwest County est relégué en deuxième division pour des raisons administrative (il est incapable de se présenter avec un stade répondant aux normes demandées par la fédération galloise). Il est remplacé par le Barry Town Football Club.

## Les clubs de l'édition 1994-1995
| \| Aberystwyth Town Afan Lido Bangor City Caersws FC Connah's Quay Nomads Conwy United Inter Cardiff Cwmbran Town Ebbw Vale FC Flint Town United Holywell Town Llanelli AFC Maesteg Park Mold Alexandra Newtown AFC Porthmadog FC Welshpool Town TNS Llansantffraid [[Ton Pentre]] Rhyl FC Barry Town \| Localisation des clubs engagés dans le championnat. |
| Aberystwyth Town Afan Lido Bangor City Caersws FC Connah's Quay Nomads Conwy United Inter Cardiff Cwmbran Town Ebbw Vale FC Flint Town United Holywell Town Llanelli AFC Maesteg Park Mold Alexandra Newtown AFC Porthmadog FC Welshpool Town TNS Llansantffraid [[Ton Pentre]] Rhyl FC Barry Town                                                           |

| Club                                   | Stade              | Capacité | Ville                     |
| -------------------------------------- | ------------------ | -------- | ------------------------- |
| Aberystwyth Town Football Club         | Park Avenue Ground | 2100     | Aberystwyth               |
| Afan Lido Football Club                | -                  | -        | Aberavon                  |
| Bangor City Football Club              | Farrar Road        | 1500     | Bangor                    |
| Barry Town Football Club               | Jenner Park        | 2500     | Barry                     |
| Caersws Football Club                  | -                  | -        | Caersws                   |
| UWIC Inter Cardiff Football Club       | -                  | -        | Cardiff                   |
| Connah's Quay Nomads Football Club     | Halfway Ground     | 3000     | Connah's Quay             |
| Conwy United Football Club             | -                  | -        | Conwy                     |
| Cwmbran Town Football Club             | -                  | -        | Cwmbran                   |
| Ebbw Vale Association Football Club    | -                  | -        | Ebbw Vale                 |
| Flint Town United Football Club        | -                  | -        | Flint                     |
| Holywell Football Club                 | -                  | -        | Holywell                  |
| Llanelli Association Football Club     | Stebonheath Park   | 3700     | Llanelli                  |
| Maesteg Park Association Football Club | -                  | -        | Maesteg                   |
| Mold Alexandra Football Club           | -                  | -        | Mold                      |
| Newtown Association Football Club      | Latham Park        | 4300     | Newtown                   |
| Porthmadog Football Club               | Y Traeth           | 4000     | Porthmadog                |
| Rhyl Football Club                     | Belle Vue          | 4000     | Rhyl                      |
| Ton Pentre Association Football Club   | Ynys Park          | 2700     | Ton Pentre                |
| TNS Llansantffraid                     | Recreation Ground  | 2000     | Llansantffraid-ym-Mechain |
| Welshpool Town Football Club           | Maes Y Dre         | 3000     | Welshpool                 |

## Compétition

### Classement
Le classement est établi sur le barème de points classique (victoire à 3 points, match nul à 1, défaite à 0).
| Rang | Équipe               | Pts | J  | G  | N  | P  | Bp | Bc  | Diff |
| ---- | -------------------- | --- | -- | -- | -- | -- | -- | --- | ---- |
| 1    | Bangor City T        | 88  | 38 | 27 | 7  | 4  | 96 | 26  | +70  |
| 2    | Afan Lido            | 79  | 38 | 24 | 7  | 7  | 60 | 36  | +24  |
| 3    | Ton Pentre           | 77  | 38 | 23 | 8  | 7  | 84 | 50  | +34  |
| 4    | Newtown AFC          | 68  | 38 | 20 | 8  | 10 | 78 | 47  | +31  |
| 5    | Cwmbran Town         | 67  | 38 | 20 | 7  | 11 | 69 | 49  | +20  |
| 6    | Flint Town United    | 63  | 38 | 20 | 3  | 15 | 77 | 60  | +17  |
| 7    | Barry Town (P)       | 59  | 38 | 16 | 11 | 11 | 71 | 57  | +14  |
| 8    | Holywell Town        | 58  | 38 | 16 | 10 | 12 | 62 | 55  | +7   |
| 9    | TNS Llansantffraid   | 55  | 38 | 15 | 10 | 13 | 57 | 57  | 0    |
| 10   | Inter Cardiff        | 53  | 38 | 14 | 11 | 13 | 58 | 43  | +15  |
| 11   | Rhyl FC (P)          | 53  | 38 | 16 | 5  | 17 | 74 | 69  | +5   |
| 12   | Conwy United         | 49  | 38 | 14 | 7  | 17 | 60 | 65  | -5   |
| 13   | Ebbw Vale            | 45  | 38 | 12 | 9  | 17 | 51 | 57  | -6   |
| 14   | Caersws FC           | 44  | 38 | 11 | 11 | 16 | 57 | 64  | -7   |
| 15   | Connah's Quay Nomads | 43  | 38 | 12 | 7  | 19 | 57 | 79  | -22  |
| 16   | Porthmadog FC        | 40  | 38 | 11 | 7  | 20 | 57 | 73  | -16  |
| 17   | Aberystwyth Town     | 39  | 38 | 9  | 12 | 17 | 57 | 75  | -18  |
| 18   | Llanelli AFC         | 36  | 38 | 10 | 6  | 22 | 64 | 104 | -40  |
| 19   | Mold Alexandra       | 34  | 38 | 10 | 4  | 24 | 57 | 90  | -33  |
| 20   | Maesteg Park         | 12  | 38 | 2  | 6  | 30 | 23 | 113 | -90  |

| Légende : Qualifications et relégations | Légende : Qualifications et relégations                                                       |
| --------------------------------------- | --------------------------------------------------------------------------------------------- |
|                                         | Coupe UEFA 1995-1996                                                                          |
|                                         | Relégation en deuxième division                                                               |
|                                         | (T) : Tenant du titre (C) : Vainqueurs de la Coupe du pays de Galles de football (P) : Promus |

## Bilan de la saison
| Championnat du pays de Galles de football 1994-1995 |                                            |
| Champion                                            | Bangor City (1er titre)                    |
| Coupes et trophées                                  |                                            |
| Vainqueur de la Coupe du pays de Galles 1994-1995   | Barry Town                                 |
| Qualifications continentales                        |                                            |
| Ligue des champions 1995-1996                       | Aucun club qualifié                        |
| Coupe des Coupes 1995-1996                          | Wrexham FC                                 |
| Coupe UEFA 1995-1996                                | Bangor City                                |
| Coupe UEFA 1995-1996                                | Afan Lido Football Club                    |
| Promotions et relégations                           |                                            |
| Promus en Premier League                            | Briton Ferry Athletic (Cymru Alliance Sud) |
| Promus en Premier League                            | Cemaes Bay (Cymru Alliance Nord)           |
| Relégués en Division One                            | Mold Alexandra                             |
| Relégués en Division One                            | Maesteg Park                               |